# Acronis Cyber Protect Home Office
Acronis Cyber Protect Home Office (до сентября 2021 называлась Acronis True Image) — программа для резервного копирования и восстановления данных. Программное обеспечение позволяет пользователю создавать образ диска во время его работы Microsoft Windows/macOS или в автономном режиме, загрузившись с CD, DVD, USB-флэш-накопителя, или с другого загрузочного носителя. Онлайн-хранилище позволяет хранить самые важные файлы в удалённом хранилище.

## Дополнительная функциональность
В функциональность программы, помимо резервного копирования и восстановления данных, также входят:
- Шредер файлов — позволяет безвозвратно удалять файлы на диске.
- Try&Decide — позволяет переходить в рабочий стол, изолированный от самой системы.
- Стирание диска — позволяет стереть все данные, хранящиеся на жёстком диске.
- Очистка системы — модуль, служащий для очистки следов работы за компьютером.
- Клонирование диска — модуль, служащий для клонирования диска.
- Добавление нового диска — модуль, служащий для добавления нового диска.
- Acronis DriveCleanser — удаление всех данных на старых разделах или целых дисках без возможности восстановления.
- В Acronis True Image 2015 была вырезана опция Acronis DriveCleanser